# Pláti (Lassithi)
Pláti, en grec moderne : Πλάτη, est un village du plateau du Lassíthi, en Crète, en Grèce. Selon le recensement de 2011, la population de Pláti compte 133 habitants. Il est situé à une altitude de 850 m.

## Recensements de la population
| Recensements | 1900 | 1920 | 1928 | 1940 | 1951 | 1961 | 1971 | 1981 | 1991 | 2001 | 2011 |
| ------------ | ---- | ---- | ---- | ---- | ---- | ---- | ---- | ---- | ---- | ---- | ---- |
| Population   | 333  | 274  | 361  | 396  | 382  | 334  | 288  | 222  | -    | 178  | 131  |